# 레바다 센터
레바다 센터는 러시아의 독립적인 비정부 기구 여론조사 및 사회학 연구 기관이다. 이 기관은 러시아 최초의 사회학 교수인 설립자 유리 레바다(1930–2006)의 이름을 따서 명명되었다. 이 센터는 1987년 학자 타티야나 자슬라브스카야의 지휘 아래 전연방 여론 연구 센터(VTsIOM)가 설립된 때로 거슬러 올라간다. 러시아 최대 연구 기업 중 하나인 레바다 센터는 정기적으로 자체적인 여론조사 및 의뢰받은 여론조사와 마케팅 조사를 수행한다. 2016년에는 2012년 러시아 외국 대리인법에 따라 외국 대리인으로 지정되었다.

## 역사
레바다 센터는 1987~88년에 타티야나 자슬라브스카야, 보리스 그루신, 발레리 루트가이제르, 유리 레바다의 지휘 아래 전연방 여론 연구 센터(VTsIOM, 러시아어: ВЦИОМ)로 설립되었다. VTsIOM은 러시아 인구를 대상으로 대표적인 대규모 조사를 수행한 최초의 기관이었다. 현재 레바다 센터의 명예 회장인 타티야나 자슬라브스카야는 1987년부터 1992년까지 VTsIOM을 이끌었으며, 이후 유리 레바다가 1992년부터 2003년까지 이끌었다.
2003년 8월, 재산관계부는 정부 관료들을 VTsIOM 이사회에 배치하여 센터를 통제하려 시도했다. 이에 대응하여 VTsIOM의 모든 직원은 사임하고 새로운 이름인 VTsIOM-A로 작업을 계속했다. 연방반독점원이 이 이름 사용을 금지하자, 새 조직은 "레바다 분석 센터"(레바다 센터)로 이름을 변경했다.
레바다 센터는 1990년대부터 2000년대에 걸쳐 그 집단이 시작한 연구 프로그램을 계속 진행해왔다. 가장 큰 프로젝트 중 하나는 "소비에트인" 연구 또는 호모 소비에티쿠스, 러시아어: Советский человек로, 전문가들은 설문조사를 통해 지난 15년 동안 러시아 사회의 사회 발전에 있어서 중요한 경향을 모니터링하고 식별했다.

### VTsIOM의 설립
이 기관의 설립과 발전은 그 설립자인 유리 레바다의 경력과 밀접하게 얽혀 있었는데, 그는 모스크바 국립 대학교에서 사회학을 가르친 최초의 교수였다. 니키타 흐루쇼프가 시작한 정치적 해빙기 동안 레바다는 제한적인 여론 조사를 수행할 수 있었다. 한 강연에서 레바다는 탱크가 이데올로기를 바꿀 수 없다고 주장했는데, 이는 1968년 소련의 체코슬로바키아 침공을 언급한 것이었다. 그러나 권력자들과의 첫 충돌은 프라우다의 악명 높은 장황한 사설을 실제로 읽는 사람이 거의 없다는 설문 조사에서 비롯되었고, 프라우다는 즉시 쓰라린 비난을 퍼부었다. 1972년, 그의 연구소는 레오니트 브레즈네프 시대에 연구소와 대학에서 약 200명의 사회학자가 숙청되는 동안 폐쇄되었다.
레바다는 글라스노스트가 진행되는 동안 개혁주의 소련 지도자 미하일 고르바초프에 의해 복직되었다. 그는 1987년에 러시아 여론 연구 센터를 설립했으며, 이는 1991년 소련 해체 후 전연방 여론 연구 센터(VTsIOM)로 이름이 변경되었다. 한 인터뷰에서 유리 레바다는 타티야나 자슬라브스카야와 보리스 그루신을 1987년 VTsIOM의 설립자로 언급했다. 그는 그들에게 VTsIOM에 합류해 달라는 초청을 받았다고 말했다.

### VTsIOM의 분열 및 레바다 센터 설립
VTsIOM은 소련과 서방 양쪽의 학계와 언론인들 사이에서 객관성과 전문성으로 널리 존경받았다. 1990년대에는 이 기관의 여론조사가 신뢰성으로 명성을 얻었다.
VTsIOM은 정부 자금을 받지 않고, 1992년부터 2003년까지 소련 해체 이후 민간 부문 여론조사 계약에 의존했지만, 레바다는 여론조사 기관이 서류상으로는 여전히 국영 기관이라는 사실을 다루지 않았다.
이로 인해 국가는 법적 기술성을 이용해 2003년 9월에 대부분 정부 관료로 구성된 새로운 이사회를 임명하여 VTsIOM의 업무를 감독할 수 있었다. VTsIOM의 사회학자 중 어느 누구도 이 정부 임명에 포함되지 않았다. 그 시점까지 VTsIOM은 1,000건 이상의 여론조사를 수행했다.
레바다는 크렘린의 조치가 선거철에 제2차 체첸 전쟁에 대한 대중의 반대 여론이 커지는 것을 잠재우려는 목적도 있었다고 말했다. (나중에 크렘린은 독립적인 NTV, TV-6, TVS 네트워크를 장악하기 위해 유사한 법적 기동을 사용했다.)
VTsIOM의 경영진이 강제로 교체된 후, 레바다와 그의 동료 일부는 직장을 그만두고(더 나아가 15년 동안 사용했던 장비와 자원도 포기하고) 새로운 민간 여론조사 기관을 설립했다. 그들은 이 기관을 분석 서비스 VTsIOM(또는 VTsIOM-A)이라고 불렀다. VTsIOM-A는 2004년 3월 "유리 레바다 분석 센터"(또는 "레바다 센터")로 이름이 변경되었다. VTsIOM의 분열에 대한 다른 러시아 사회학자들의 반응에 대한 데이터는 상충된다. 일부 소식통은 모든 사회학자가 레바다와 함께 떠났다고 보고한다. 다른 이들은 그루신을 제외하고는 침묵했다고 주장한다.
정부를 대표하여 VTsIOM을 재편하던 재산부는 연구원들의 이탈을 환영했다. 한 부처 대변인은 "이제 그들 [VTsIOM-A]은 정말 독립적이 될 수 있고, 시장에 진출하여 세금 납부 및 경쟁을 포함한 시장의 법칙에 따라 살 수 있다"고 말했다.틀:Cite quote
VTsIOM의 새 이사는 발레리 페도로프(Валерий Федоров)로, 당시 20대 후반의 정치학자로 여론조사 경험이 없었고, 이전에는 정치 동향 센터(Центр политической конъюнктуры)의 이사였다.
많은 출처에서 그를 대통령 행정실의 일원으로 언급하지만, 이는 그의 이력서에 확인되지 않았다. 그는 대부분 잘 알려지지 않은 새로운 VTsIOM 직원을 모집했다.
최근 저서 《푸틴의 러시아》에서 VTsIOM 통계를 사용한 카네기 모스크바 센터 소속 분석가 릴리아 셰프초바는 레바다가 자신의 연구 독립성을 유지하려고 노력하는 것에 대해 기쁘다고 말했다.
2003년 9월 미국 컬럼비아 대학교 방문 중 VTsIOM 경영진 변경에 대해 질문을 받았을 때, 러시아 대통령 블라디미르 푸틴은 경영진 변경을 지지했다. 레바다는 푸틴이 자신의 지지율이 널리 보도된 것보다 상당히 낮다는 것을 그에게 설득하려는 최소 세 번의 시도를 방해했다고 주장한 것으로 알려졌다.

### 외국 대리인법과 기소
2013년 레바다 센터는 총 예산의 1.5%에서 3%를 해외에서 지원받았다고 보고했다. 최근 통과된 러시아 외국 대리인법에 따라 '외국 대리인'으로 등재될 수 있다는 공개 경고를 받았다. 레바다는 2013년에 외국 자금 지원을 중단했다고 말했다. 레바다 센터가 2016년 9월 1일 집권당인 통합 러시아에 대한 지지율이 크게 하락했다는 여론조사 결과를 발표한 후, 러시아 법무부는 해당 여론조사 기관이 "외국 대리인의 기능을 수행하고 있다"고 선언했다. 이는 다가오는 선거에서의 활동을 금지하는 조치였다. 레바다의 이사는 이러한 지정이 레바다가 여론조사 기관으로서의 업무를 계속할 수 없다는 것을 의미할 수 있다고 언급했다. "이것은 국가 지도부가 수행하는 내부 탄압의 증가를 보여줍니다."라고 센터의 이사인 레프 구트코프는 TV 레인에 말했으며, 뉴욕 타임스는 "그들이 이 결정을 취소하지 않으면, 레바다 센터는 일을 중단해야 할 것입니다. 그러한 낙인을 찍고서는 여론조사를 수행할 수 없기 때문입니다."라고 보도했다.
친-모스크바 크렘린 단체인 반 마이단은 2016년 7월 모스크바 타임스가 보도한 바에 따르면 레바다 센터의 블랙리스트 지정을 요구했으며, 반 마이단은 웹사이트에 "미군에 의해 의뢰된 이 러시아 조사 서비스(레바다)는 모스크바와 러시아 지역에서 정보를 수집했으며, 위스콘신 대학교는 펜타곤과 레바다 센터 사이의 중개자 역할을 했다"고 주장했다고 덧붙였다.

## 구조
비정부 기구인 레바다 분석 센터는 원래 1987~1988년에 "전연방 여론 연구 센터"(VTsIOM)로 설립되었다. 내부적인 변경으로 인해 2003년에 독립적인 비정부 기구로 재설립되었다.
이 센터는 사회학, 경제학, 심리학, 마케팅과 같은 분야에서 여론 및 연구 조사를 수행한다. 모스크바 사무소에 약 50명, 지역 지부에 80명의 현장 감독관, 그리고 약 3,000명의 훈련된 면접관을 보유하고 있어, 오늘날 러시아에서 가장 큰 풀서비스 연구 기관 중 하나이다.
주요 인력은 VTsIOM에서 연구 프로그램을 시작하여 레바다 센터에서 계속 활동하고 있는 회사의 창립자들이다. 2003년부터 2006년까지는 유리 레바다가 이사였고, 2006년 12월에는 레프 드미트리에비치 구트코프가 그 뒤를 이었다.
기본 연구 부서와 그 책임자들은 다음과 같다.
- 사회 및 정치 – 보리스 두빈
- 생활 수준 – 마리나 크라실니코바
- 정성적 – 알렉세이 레빈손
- 사회 및 경제 – 류드밀라 하훌리나
- 마케팅 연구 – 유리 폴레타예프

## 관계
레바다 센터는 러시아, 독립국가연합 및 발트해 연안국의 다양한 지역 연구 센터와 파트너십을 맺고 있다. 이들의 파트너 및 고객은 러시아 및 국제 비영리 기업이다. 센터는 사회학 저널인 러시아 여론 헤럴드를 발행한다.
레바다 센터는 국제협회 ESOMAR 및 ОIRОМ의 회원이다. 레바다 센터의 전문가들은 리버럴 미션 재단(Фонд «Либеральная миссия»), 카네기 모스크바 센터, 고르바초프 재단, 메모리알, Polit.ru 프로젝트 공개 강연(Публичные лекции Полит.ру), 모스크바 사회경제과학고등학교(Московская высшая школа социальных и экономических наук), A.D. 사하로프 공공 센터(Общественный центр им. А. Д. Сахарова) 및 호도르콥스키 강연(Ходорковские чтения)과 같은 회의 및 원탁 토론에 자주 참여한다.
레바다 센터가 발행한 기사, 인터뷰 및 전문가 의견은 코메르산트, 베도모스티, 디 이코노미스트, 월스트리트 저널, 뉴욕 타임스 등 국내외 언론에 정기적으로 실린다. 러시아 내 과학 및 사회 정치 언론의 다른 출판물로는 Pro et Contra, Otechestvenie zapiski(Отечественные записки), 사회 연구와 현재(Общественные науки и современность), 뉴 타임스, 오고니오크, 노바야 가제타 등이 있다.
이 센터는 연구 프로그램을 계속 수행하고 있으며 러시아 여론 연구 센터의 틀 안에서 발전해왔다. 이 센터는 여론 저널을 발행한다(1993년부터 2003년까지는 《메신저》 편집진이 《여론 모니터링: 경제 및 사회 변화》 저널을 만들고 발행했는데, 이는 학자 타티야나 자슬라브스카야의 감독 아래 개발된 주요 연구 프로그램 중 하나에서 이름을 따온 것이다).
레바다 센터는 프리덤 하우스가 발표한 유럽 독립 분석 센터 목록에 포함되어 있다. 레바다 센터가 발표한 데이터는 디 이코노미스트의 러시아 특별 보고서에 사용되었다. 레바다 센터와 협력하여 자유유럽방송은 매주 쇼 《여론》(Общественное мнение: граждане России у микрофона Радио Свобода)을 방송한다.
1988년, 나중에 레바다 센터가 된 연구팀은 소련에서 최초로 소비자 선호도 조사를 수행했다. 현재 센터는 다양한 연구 기술을 사용하여 광범위한 마케팅 및 사회학 연구를 수행하고 있다.

## 연구
레바다 센터의 연구는 러시아 전역의 정기적인 여론조사를 기반으로 한다.
완료된 연구는 다음과 같다:
- 소비에트인 (러시아어: Советский человек). 1989년, 1994년, 1999년, 2003년, 2008년에 러시아 전역에서 5차례의 여론조사 실시.
- 러시아 선거 선호도 모니터링: 1993년, 1995~1996년, 1999~2000년, 2003~2004년, 2007~2008년.
- 국제 노동 기구와 미국 노동부의 의뢰로 러시아 내 HIV/AIDS 직장 교육 프로그램, 2005년.
- "러시아의 젊은이", 2005~2007년.
- "서구 가치와 민주주의", 2006년.
- "경찰 개혁에 대한 주민들의 관계", 2007년.
- "알코올 및 약물에 대한 유럽 학교 연구 프로젝트. ESPAD-2007.
- 유니세프 의뢰로 "HIV 양성 산모의 건강 및 사회 복지 경험에 대한 의견", 2008년.
- "러시아의 독서 – 2008년. 동향 및 문제.", 2008년.
- "러시아 신화", 2008년.
- "러시아 시민의 법 집행 활동 인식", 2008년.
- "현대 러시아의 양질 교육 문제 및 평생 교육 제도".
- "2009년 10월 모스크바 시의회 선거 모니터링".
- 러시아의 목소리: 사회, 민주주의, 유럽, 2006년.[25]
- "현대 러시아의 '엘리트' 문제". 2005~2006년.
- 러시아의 목소리: 러시아 중산층이 자국과 유럽에 대해 어떻게 생각하는가, 2008년.[26]
- 국제사회조사프로그램 (ISSP), 1991년부터.[27]
- 뉴 러시아 바로미터, 공공 정책 연구 센터(스트래스클라이드 대학교, 애버딘 대학교)와 협력, 1991년부터.[28]
- 세계 여론 국제 조사.

가장 중요한 현재 연구:
- 사회 연구 국제 프로그램 국제사회조사프로그램 "(ISSP), 1991년부터
- 국제 연구 Inra Hooper / RSW / NOP-World / GfKNOP, 1991년부터
- 사회 경제적 변화 모니터링, 격월, 1993년 2월부터 시작
- 국제 연구 세계 여론에 정기적으로 참여
- 소비자 심리 지수
- 사회 태도 지수
- 금융 심리 지수(IFS, 러시아 스베르방크 거시경제 연구 센터와 협력)

## 평판
2015년 레바다 센터 소장은 러시아 여론조사 결과에서 결론을 도출하거나 이를 민주주의 국가의 여론조사와 비교하는 것은 무의미하다고 직접 밝혔다. 이는 러시아에는 진정한 정치적 경쟁이 없으며, 민주주의 국가와 달리 러시아 유권자에게 신뢰할 만한 대안이 제시되지 않고, 여론이 주로 국영 언론에 의해 형성되어 집권 세력을 홍보하고 대안 후보를 비난하기 때문이라는 설명이다.
2016년 레바다 센터는 러시아 법무부에 의해 외국 대리인으로 분류되었다.
2022년 LSE 블로그는 "러시아에서 이용 가능한 가장 신뢰할 수 있는 여론조사 데이터는 1988년부터 정기적으로 조사를 수행해 온 비정부 연구 기관인 레바다 센터의 것이다"라고 밝혔다.
2022년 현재 러시아의 많은 응답자들은 부정적인 결과가 두려워 여론조사원의 질문에 답변하는 것을 꺼려한다. 2022년 샘 그린 킹스 칼리지 런던 러시아 프로그램 책임자는 레바다 센터를 비판하며, 레바다가 응답 거부 비율을 공개했어야 한다고 말했다.

## 같이 보기
- 푸시 라이엇

## 내용주
1. ↑  VTsIOM이 1996년 대통령 및 의회 선거 기간 동안 발표한 여론조사 결과의 정확성에 대한 자유 접근 가능한 영어 평가는 인디애나 대학교 웹사이트에서 제공된다. “Opinion Poll Data”. 《www.cs.indiana.edu》. 2006년 9월 21일에 원본 문서에서 보존된 문서. 2009년 6월 5일에 확인함..
2. ↑  Oksana Yablokova, "Levada Leaves VTsIOM for VTsIOM", The Moscow Times, 2003년 9월 10일. 이 기사는 러시아 통일민주당 웹사이트에 캐시되어 있다. Oksana Yablokova. “Levada Leaves VTsIOM for VTsIOM-A”. 2011년 6월 17일에 원본 문서에서 보존된 문서. 2011년 6월 17일에 확인함..